# Anonychia latifascia
Anonychia latifascia là một loài bướm đêm trong họ Geometridae.